# Klein nimfkruid
Klein nimfkruid (Najas minor) is een overblijvende onderwaterplant die behoort tot de waterkaardefamilie (Hydrocharitaceae). De soort staat op de Nederlandse Rode Lijst als zeer zeldzaam, maar stabiel of toegenomen en komt van nature voor in Europa. In Noord-Amerika is het een invasieve soort, waar het door de dichte groei een plaag is geworden. Ook is de soort naar Japan verspreid.

## Beschrijving
De plant wordt 10–80(–200) cm hoog en kan tot in 4 meter diep water groeien. De plant heeft sterk vertakte stengels, die gemakkelijk in stukjes breken. Dit kan voor een grote vegetatieve vermeerdering zorgen. De bladeren zitten in schijnkransen. De 4,5 cm lange bladeren zijn minder dan 1 mm breed en hebben een gezaagde bladrand. In de bladoksels zitten de bloemenclusters.

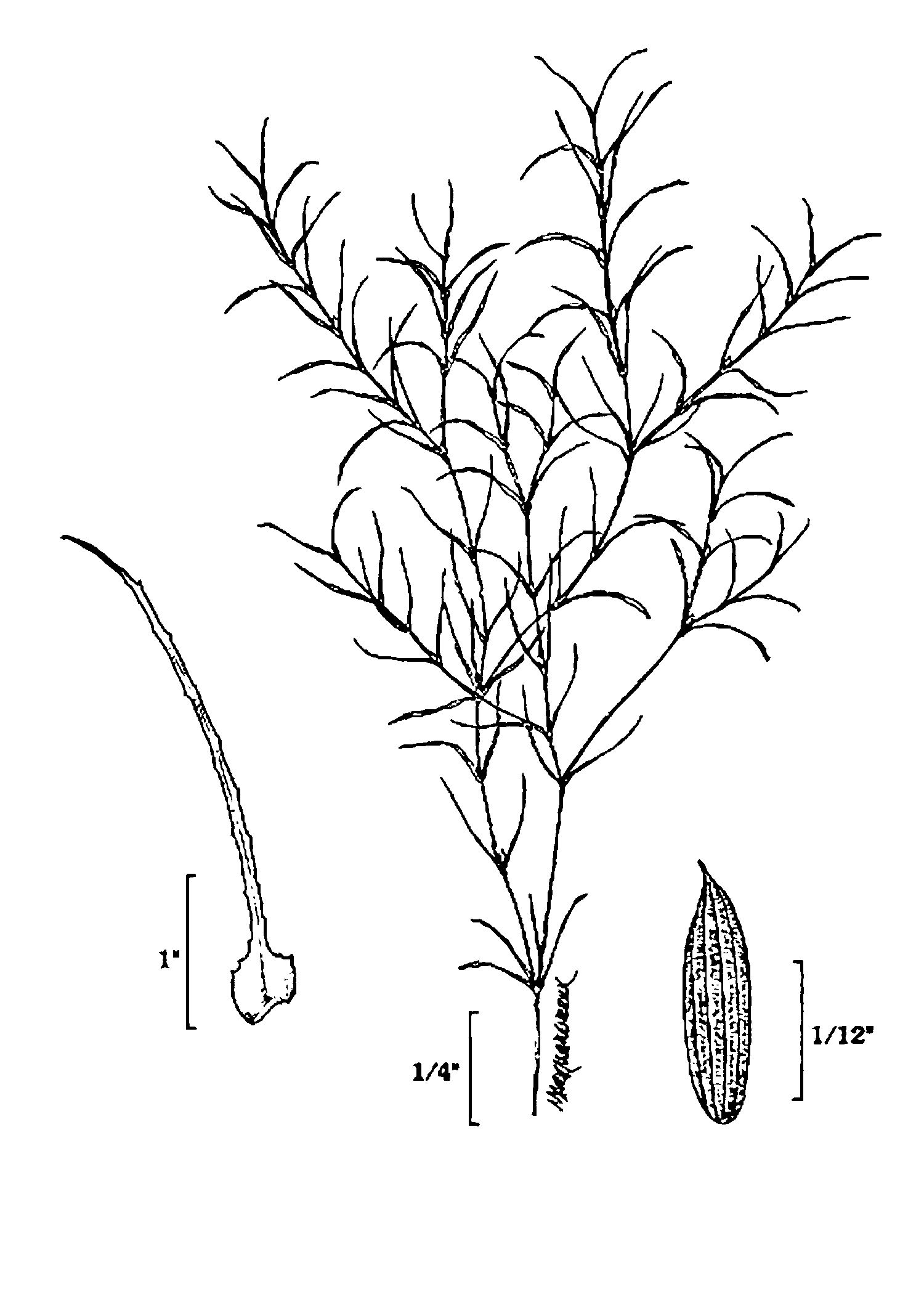

Klein nimfkruid bloeit van juli tot in september. De plant is eenhuizig met eenslachtige bloemen. De mannelijke bloem heeft één meeldraad, dat door een omhulsel is omgeven. De tot 1,5 mm lange helmknop is éénhokkig of soms tweehokkig.
Het zaad is 2,5–3 mm lang. De mazen van het zaad zijn meer breed dan lang.

## Ecologie
Klein nimfkruid komt voor in min of meer stilstaand water, zoals vijvers, meren en waterreservoirs.

## Namen in andere talen
De namen in andere talen kunnen vaak eenvoudig worden opgezocht met de interwiki-links.
- Duits: Kleines Nixenkraut
- Engels: Brittle Naiad, Brittle Waternymph
- Frans: Petite naïade